# Sainte-Rose (Reunião)
Sainte-Rose é uma comuna francesa no departamento ultramarino de Reunião. Estende-se por uma área de 177.60 km², e possui 6.296 habitantes, segundo o censo de 2018, com uma densidade de 35 hab/km².